# Стамбульский бастард
«Стамбульский бастард» (англ. The Bastard of Istanbul) — роман турецкой писательницы Элиф Шафак, вышедший в 2006 году, первоначально написанный на английском языке и опубликованный издательством Viking Adult. Переведён Аслы Биченом на её родной турецкий язык под названием "Baba ve Piç" в марте 2006 года и стал бестселлером.

## Краткое содержание
В центре сюжета персонажи Аси Казанджи и Армануш Чахмахчян. Действие происходит в Тусоне (штат Аризона, США), Сан-Франциско (штат Калифорния, США), и в Стамбуле (Турция). В романе рассказывается об их семьях и о том, как они связаны с событиями геноцида армян 1915 года. В девятнадцать лет Армануш тайно едет в Стамбул, чтобы найти свои армянские корни.

## Театральная адаптация
Роман был адаптирован в театральную пьесу на итальянском языке Анджело Савелли под названием «La Bastarda Di Istanbul» и был поставлен Театром ди Рифреди во Флоренции, Италия. Его премьера состоялась 3 марта 2015 года с участием турецкой актрисы Серры Йылмаз.

## Суд над автором
В июне 2006 года Кемаль Керинчсиз, юрист-националист, подал в суд на Элиф Шафак за якобы «оскорбление турецкости» в её романе, посвящённом геноциду армян в последние годы существования Османской империи. Иск был открыт в районном суде Стамбула Бейоглу в соответствии со статьей 301 Уголовного кодекса Турции. После того как прокурор снял обвинения из-за отсутствия оскорблений, в июле 2006 года адвокат повторно подал жалобу в вышестоящий суд, 2-й суд первой инстанции Бейоглу.
Шафак грозило тюремное заключение сроком до трёх лет за высказывания, сделанные в её романе. В сентябре 2006 года суд, на котором присутствовал также Йост Лагендейк, сопредседатель делегации в Совместном парламентском комитете ЕС-Турция, снял с неё уголовные обвинения из-за отсутствия юридических оснований для рассматриваемого преступления и недостаточности доказательств в спорном судебном процессе.

## Переводы
- Турция Baba ve Piç в переводе Metis (Стамбул, 2006)
- Ливан لقيطة اسطنبول в переводе منشورات الجمل (Бейрут, 2006)
- Франция La Bâtarde d'Istanbul в переводе Phébus (Париж, 2007)
- Германия Der Bastard von Istanbul в переводе Eichborn Verlag (Франкфурт-на-Майне, 2007)
- Нидерланды De bastaard van Istanbul в переводе De Geus (Бреда, 2007)
- Бразилия De volta a Istambul в переводе Nova Fronteira (Рио-де-Жанейро, 2007)
- Греция To μπάσταρδο της Κωνσταντινούπολης  в переводе A.A.Livani (Афины, 2007)
- Норвегия Bastarden fra Istanbul в переводе Aschehoug (Осло, 2008)
- Италия La Bastarda di Istanbul в переводе Biblioteca Universale Rizzoli (Милан, 2009)
- Испания La bastarda de Estambul в переводеEditorial Lumen (Барселона, 2009)
- Албания Bastardja e Stambollit в переводе Bota Shqiptare (Тирана, 2010)
- Польша Bękart ze Stambułu в переводе Wydawnictwo Literackie (Краков, 2010)
- Швеция Bastarden från Istanbul в переводе Förlag 2244 (Стокгольм, 2011)
- Финляндия Kirottu Istanbul в переводе Gummerus (Хельсинки, 2012)
- Армения Ստամբուլի բիճը в переводе Antares (Ереван, 2012)
- Румыния Bastarda Instanbulului в переводе Polirom (Бухарест, 2012)
- Сербия Istanbulsko kopile в переводе Laguna (Белград, 2012)
- Китай 《伊斯坦布尔孤儿》 в переводе Shanghai Literature & Art Publishing House (Шанхай, 2014)
- Португалия A Bastarda de Istambul в переводе Jacarandá Editora (Лиссабон, 2015)
- Литва Stambulo pavainikė в переводе Tyto Alba (Вильнюс, 2021)